# بهوتاردیا
بهوتاردیا (به لاتین: Bhutardia) یک روستا در بنگلادش است که در استان باریسال و در ناحیه باریسال واقع شده است.